# Arame (geslacht)
Arame is een geslacht van kevers uit de familie van de loopkevers (Carabidae). De wetenschappelijke naam van het geslacht is voor het eerst geldig gepubliceerd in 1919 door Andrewes.

## Soorten
Het geslacht Arame is monotypisch en omvat slechts de volgende soort:
- Arame macra Andrewes, 1919